# Audre Lorde Project
 (juin 2020).

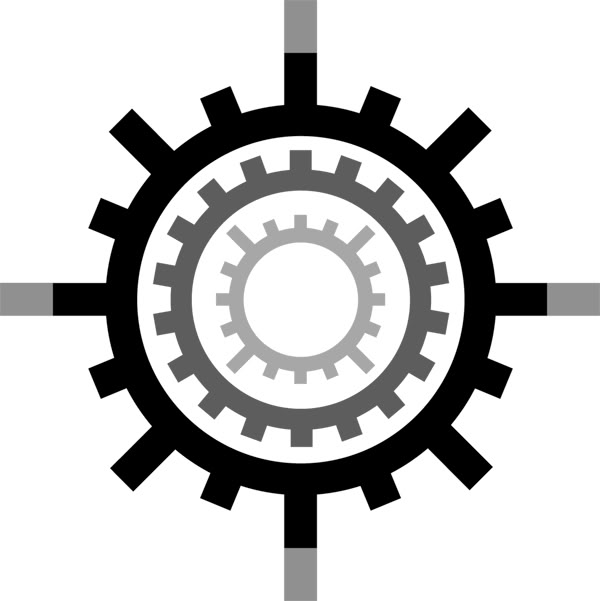
Logo du projet Audre Lorde

Le projet Audre Lorde est une organisation basée à Brooklyn, New York, pour les personnes LGBT racisées. L'organisation se concentre sur l'organisation communautaire et l'activisme non-violent radical autour des problèmes progressistes à New York, en particulier en ce qui concerne les communautés LGBT, l'activisme du SIDA et VIH , l'activisme pro-immigrant, la réforme des prisons et l'organisation parmi les jeunes issus de minorités. Il porte le nom de la poète et activiste lesbienne-féministe Audre Lorde et a été fondé en 1994.

## Histoire
Le but du projet a émergé du «besoin exprimé de stratégies communautaires innovantes et unifiées pour répondre aux multiples problèmes qui affectent les communautés de personnes LGBT de couleur». 
En 1996, l'organisation a emménagé dans son domicile permanent dans le quartier de Fort Greene à Brooklyn, maison paroissiale de Lafayette Avenue Presbyterian Church . 
Le projet a débuté pour "servir de base d'attache" aux personnes LGBT africaines/noires/ caribéennes, arabes, insulaires d'Asie et du Pacifique, Latina/o et de descendance autochtone/ indigène qui peuvent travailler pour faire avancer une histoire collective de lutte contre la discrimination et d'autres formes d'oppression . 

### Politique radicale et non-violence
La structure décisionnelle du projet vise à être «représentative de nos communautés» et agit pour promouvoir les personnes d'organisations de personnes LGBT de couleur existantes, de travailleurs culturels et d'activistes. L'organisation agit également dans une pratique explicitement féministe, antisexiste parce qu'elle croit que le leadership des femmes « continue d'être dévalué et découragé dans des organisations et communautés LGBTST plus larges. » Dans l'arène publique, elle se livre souvent à une désobéissance civile non violente .

## Campagnes et groupes de travail

### Hors du système: le collectif SOS
Le Collectif est une organisation anti-violente centrée sur la violence homophobe et transphobe ciblant les personnes de couleur, en particulier dans le quartier Bedford-Stuyvesant de Brookly . Le Collectif s'organise en dehors du système judiciaire / policier existant, déclarant que "les stratégies qui augmentent la présence policière et la criminalisation de nos communautés ne créent pas de sécurité" . 
Initialement appelé le Groupe de travail sur la violence policière et étatique, il a débuté en 1997 en réponse à une augmentation de la violence dans la rue et du harcèlement policier qui, selon l'organisation, était liée aux politiques de " qualité de vie " du maire Rudolph Giuliani . 
Le groupe a aidé à fonder la Coalition contre la brutalité policière et la justice populaire 2000 peu après les meurtres par des policiers d'hommes de couleur non armés Amadou Diallo et Abner Louima, ainsi que les Journées annuelles de la justice raciale, axées sur les appels des familles de couleur qui ont souffert violence par le NYPD . 
Le Collectif gère le dossier juridique de Jalea Lamot, une femme trans qui a été arrêtée et brutalisée par la police de NYCHA . 
Dans le cadre d'une approche anti-violente et anti-oppressive plus large, le Collectif a collaboré avec d'autres organisations progressistes, notamment le Rashawn Brazell Memorial Fund, la Third World Within-Peace Action Coalition, Racial Justice 911, la Fondation Al-Fatiha et l'American Comité du service des amis, à la suite des attentats terroristes du 11 septembre 2001. Les collectifs «guerre contre les réunions terroristes» se sont concentrées sur la façon dont l'homophobie et la transphobie font partie des politiques de la guerre contre le terrorisme des États-Unis . Après le début de la guerre en Irak en 2003, SOS a aidé à coordonner l' opération Homeland Resistance, la désobéissance civile protestant contre la guerre.  

### TransJustice
TransJustice est une organisation militante créée par et pour les personnes de couleur trans et non conformes au genre. Le groupe se concentre sur les politiques liées aux trans dans l'emploi, le logement et les soins de santé, y compris les programmes de formation professionnelle, la résistance à la violence transphobe, les services liés au VIH et les services médicaux trans-sensibles .

### Groupe de travail sur les droits des immigrants
Le Groupe de travail sur les droits des immigrants est composé de volontaires LGBT de couleur nées en dehors des États-Unis (y compris Porto Rico ). Le groupe de travail cherche en particulier à renforcer le leadership des immigrants sans papiers, des travailleurs à bas salaire et des immigrants trans, bi-spirituels et non conformes au genre. Chaque campagne doit être pertinente pour ces «communautés prioritaires». 
Le groupe se place également au sein des mouvements mondiaux pour la justice et la paix, et agit en solidarité avec les luttes de libération à travers le monde. Les membres du groupe de travail "rejettent la division entre nous, les citoyens et les étrangers, et travaillent à une politique étrangère américaine enracinée dans la non - violence, une répartition équitable des ressources et l'équité. Nous reconnaissons également que la guerre contre le terrorisme est à la fois une guerre à l'étranger et une guerre intérieure, opprimant nos communautés en de nombreux endroits à la fois" . 
L'organisation a déclaré publiquement en 2006 qu'elle s'opposait à la législation sur la «voie de la légalisation» à trois niveaux (la loi sur la réforme globale de l'immigration ) et aux programmes de travailleurs invités, déclarant que «la légalisation complète est une demande non négociable». 
Le groupe cherche à accroître la compréhension de la transphobie et de l'homophobie au sein des mouvements de défense des droits des immigrants et de la justice sociale et des communautés d'immigrants à New York. 
En 2004, le groupe de travail a publié un rapport intitulé "Communautés à la croisée des chemins: politiques de l'aile droite américaine et immigrants lesbiens, gays, bisexuels, bi-spirituels et transgenres racisés à New York".

### Programme des installations
Le projet Audre Lorde vise à "renforcer les capacités et à soutenir le développement organisationnel" d'organisations de personnes LGBT de couleur en mettant à disposition du projet un espace de rencontre, une infrastructure de bureau et de formation, ainsi qu'en offrant une assistance technique, des possibilités de réseautage et de constitution de coalitions.

## Récompenses
En 2000, le directeur exécutif de l'époque, Joo-Hyun Kang, a reçu le prix Union Square du Fonds pour la ville de New York. Dans son prix, le fonds a déclaré que le projet Audre Lorde était "un important centre culturel et d'information à New York" .

## Voir également
- Audre Lorde
- Projet de loi Sylvia Rivera
- Enseigner pour la justice sociale
- Congrès radical noir
- Résistance critique
- La Fondation de New York